# Berecz Zsombor (vitorlázó)
Berecz Zsombor (Budapest, 1986. április 26. –) olimpiai ezüstérmes, világ- és Európa-bajnok magyar vitorlázó. Finn dingi hajóosztályban versenyez.

## Pályafutása
A Velencei-tavi Vízisportiskola SC-ben kezdett versenyezni. 2005-ben nyerte első felnőtt magyar bajnokságát. Az Európa-bajnokságon 2006-ban 58., 2007-ben 91. volt. 2008 februárjában 87. volt a világbajnokságon, amivel olimpiai kvótát szerzett. Az ötkarikás játékokon 29. lett. 2009-ben az Európa kupában Olaszországban a hetedik, Franciaországban a negyedik helyen végzett. A melbourne-i világkupa-viadalon hatodik volt. A világbajnokságon 44. lett. A kontinensbajnokságon 25. helyen helyen  végzett. A következő évben az Eb-n 26., a vb-n 37. volt. 
2011-ben a világbajnokságon elért 39. helyével olimpiai kvótát szerzett. Az Európa-bajnokságról 33. helyezéssel térhetett haza. 2012 márciusában a Olaszországban Európa kupa-versenyt nyert. Az olimpián a harmadik futamban 11., a negyedikben 12., a hatodikban harmadik, a nyolcadikban 14., a kilencedikben negyedik volt. Összesítésben 21. lett.
Az olimpia után finn dingi osztályban versenyzett tovább. 2013-ban az Európa-bajnokságon 14., a világbajnokságon hetedik lett.
A 2014-es Európa-bajnokságon kilencedik helyezést ért el. A 2014-es világbajnokságon elért 15. helyezésével olimpiai kvótát szerzett. 2015-ben 15. volt az Európa-bajnokságon. A 2016-ban ezüstérmet szerzett az Európa-bajnokságon. Az olimpián 12. helyen végzett.
2017-ben ötödik volt az Európa-bajnokságon, és a világbajnokságon is.
2018-ban sporttörténelmet írt, amikor aktív olimpiai hajóosztályban a magyar vitorlássport első világbajnoki aranyérmét megnyerte és egyúttal a 2020. évi nyári olimpiai játékokra olimpiai kvalifikációt is szerzett.
2019-ben az Athénban rendezett Európa-bajnokságon ezüstérmes lett finndingiben. Augusztusban az Enosimában megrendezett előolimpián finndingiben győzött. A decemberben rendezett melbourne-i világbajnokságon finndingi hajóosztályban bronzérmet szerzett. A következő évben Európa-bajnokságot nyert. 2021-ben ismét első lett a kontinens bajnokságán. Az egy hónappal később megrendezett világbajnokságon a negyedik helyen végzett.
2021-ben a tokiói olimpián finn dingiben ezüstérmet szerzett. Berecz ezzel az eredménnyel a magyar vitorlássport legjobb olimpiai eredményét érte el, túlszárnyalva Detre Zsolt és Detre Szabolcs 1980-ban elért bronzérmét.

## Díjai, elismerései
- Az év magyar vitorlázója (2008, 2010, 2014, 2016,[23] 2017,[24] 2018,[25] 2019,[26] 2020,[27] 2021[28])
- A Magyar Érdemrend lovagkeresztje (2021)[29]